# 2014 en Europe
Chronologie de l’Europe
- 2010
- 2011
- 2012
- 2013
- 2014
- 2015
- 2016
- 2017
- 2018

2014 est « Année européenne de lutte contre le gaspillage alimentaire » selon une résolution du Parlement européen.

## Événements

### Janvier
- 1er janvier :
  - la Grèce prend la présidence tournante de l'Union européenne et succède à la Lituanie ;
  - Riga et Umeå deviennent capitales européennes de la culture ;
  - la Lettonie adopte la monnaie unique européenne.
  - Un cinquième département français d'outre-mer, Mayotte, créé le 31 mars 2011, entre dans l'Union européenne en tant que neuvième région ultrapériphérique, mais reste hors de l'espace Schengen.
- 22 janvier : le mouvement contestataire en Ukraine tourne à l'affrontement direct, causant plusieurs morts et des centaines de blessés.
- 28 janvier : démission du Premier ministre Mykola Azarov en Ukraine.
- 29 janvier : formation du gouvernement Sobotka en République tchèque.

### Février
- 7 au 23 février : Jeux olympiques d'hiver à Sotchi en Russie.
- 20 février : lors du mouvement contestataire en Ukraine, trois jours d'affrontements font plus d'une soixantaine de morts.
- 21 février : en Ukraine, un accord entre le président et l'opposition prévoit, entre autres, le retour à la Constitution de 2004 et une élection présidentielle dans l'année[2].
- 22 février : en Ukraine, le Parlement vote la libération de l’opposante Ioulia Tymochenko, la destitution du président et la tenue d’une nouvelle élection présidentielle. L’ex-président Viktor Ianoukovytch quitte Kiev aux mains de l’opposition, Oleksandr Tourtchynov assure l’intérim[3].
- 27 février : le gouvernement Iatseniouk I est nommé en Ukraine.
- Début des manifestations au printemps 2014 en Ukraine.

### Mars
- Crise de Crimée entre l'Ukraine et la Russie.
- 4 mars : démission du Premier ministre estonien Andrus Ansip.
- 7 au 16 mars : Jeux paralympiques d'hiver de 2014 à Sotchi.
- 16 mars :
  - Élections législatives en Serbie ;
  - Référendum d'autodétermination en Crimée (Ukraine).
- 18 mars : à la suite du référendum du 16 mars, le gouvernement russe annonce que la république de Crimée et la ville de Sébastopol, anciennement ukrainiennes, deviennent deux nouveaux sujets fédéraux de la fédération de Russie.
- 21 mars : l’Ukraine signe le volet politique du Partenariat oriental avec l’Union européenne.
- 24 et 25 mars : sommet international sur la sécurité nucléaire[4] et sommet spécial du G7 à La Haye (Pays-Bas).
- 26 mars : le gouvernement de Taavi Rõivas entre en fonction en Estonie.
- 29 mars : second tour de l'élection présidentielle en Slovaquie, Andrej Kiska est élu.

### Avril
- Début de la guerre du Donbass en Ukraine.
- 6 avril : élections législatives en Hongrie remportées par le Fidesz-Union civique hongroise de Viktor Orbán.
- 7 avril : la république populaire de Donetsk se déclare indépendante par sécession de l'Ukraine.
- 12 avril : début du siège de Sloviansk en Ukraine.
- 13 et 27 avril : élection présidentielle en Macédoine, Gjorge Ivanov est réélu.
- 27 avril :
  - Élections législatives macédoniennes ;
  - Entrée en fonction du gouvernement Vučić en Serbie ;
  - Canonisation du pape Jean XXIII et du pape Jean-Paul II au Vatican.

### Mai
- 2 mai : incendie d'Odessa en Ukraine.
- 5 mai : démission d'Alenka Bratušek, présidente du gouvernement slovène.
- 10 mai : finale du concours Eurovision de la chanson au Danemark, remportée par Conchita Wurst (Autriche).
- 11 mai : référendums d'autodétermination à Donetsk et à Louhansk, non reconnus par le gouvernement ukrainien.
- 11 et 25 mai : élection présidentielle en Lituanie, Dalia Grybauskaitė est réélue.
- 13 au 18 mai : inondations en Europe du Sud-Est.
- 18 et 25 mai : élections locales en Grèce.
- 22 au 25 mai : élections parlementaires de l'Union européenne.
- 25 mai :
  - Référendum au Danemark sur la juridiction unifiée du brevet ;
  - Élection présidentielle en Ukraine, Petro Porochenko est élu.

### Juin
- 7 juin : Petro Porochenko devient président d'Ukraine.
- 8 juin : élections législatives au Kosovo.
- 19 juin : Felipe VI d'Espagne devient roi après l'abdication de son père Juan Carlos Ier.
- 27 juin : l'Ukraine signe un accord d'association avec l'Union européenne[5].

### Juillet
- L'Italie prend la présidence du Conseil de l'Union européenne pour six mois.
- 5 juillet : l'armée ukrainienne reprend la ville de Sloviansk[6], terminant le siège de Sloviansk.
- 13 juillet : élections législatives en Slovénie, le Parti de Miro Cerar est en tête.
- 15 juillet : le Parlement européen confirme le choix de Jean-Claude Juncker comme prochain président de la Commission européenne.
- 17 juillet : le vol 17 Malaysia Airlines s'écrase dans l'est de l'Ukraine.
- 21 juillet : l'offensive de Donetsk est lancée en Ukraine.
- 25 juillet : Volodymyr Hroïsman est nommé Premier ministre d'Ukraine après la démission d'Arseni Iatseniouk ; celle-ci est rejetée le 31 juillet par la Rada.

### Août
- 1er août : le virement SEPA et le prélèvement SEPA remplacent définitivement le virement et le prélèvement national tant pour les paiements nationaux que transfrontaliers (intra-européens ou internationaux)[7],[8].
- 6 août : Gueorgui Bliznachki devient premier ministre de Bulgarie par intérim.
- 7 août : la Russie décrète un embargo sur les produits alimentaires venant de l'Union européenne et de plusieurs autres pays.
- 24 août : l’Islande suspend le trafic aérien autour du volcan Bárðarbunga, qui entre en éruption le 29 août.
- 30 août : le Conseil européen choisit le Polonais Donald Tusk et l'Italienne Federica Mogherini pour occuper les fonctions de président du Conseil européen et de Haut Représentant de l'Union pour les affaires étrangères et la politique de sécurité[9].
- 31 août : élections législatives régionales en Saxe (Allemagne).

### Septembre
- 4 et 5 septembre : sommet de l'OTAN à Newport (pays de Galles) au Royaume-Uni.
- 5 septembre : un cessez-le-feu dans l'Est de l'Ukraine (guerre du Donbass) est signé à Minsk[10].
- 14 septembre :
  - élections générales en Suède, le parti social démocrate est en tête.
  - élections législatives régionales dans le Brandebourg et en Thuringe (Allemagne).
- 18 septembre :
  - référendum sur l'indépendance de l'Écosse, le Non l'emporte avec 55,3 % des voix ;
  - Miro Cerar devient président du gouvernement de la Slovénie, succédant à Alenka Bratušek.
- 22 septembre : en Pologne, après la démission de Donald Tusk, le gouvernement d'Ewa Kopacz entre en fonctions.
- Désignation des villes hôtes pour l'Euro 2020[11].

### Octobre
- 3 octobre : formation du gouvernement Löfven en Suède.
- 4 octobre : élections législatives en Lettonie, la coalition de centre-droit conserve la majorité au Parlement.
- 5 octobre : élections législatives bulgares.
- 10-11 et 17-18 octobre : Élections sénatoriales tchèques (en).
- 12 octobre : élections générales bosniennes.
- 26 octobre : élections législatives ukrainiennes.

### Novembre
- 1er novembre :
  - La nouvelle Commission européenne présidée par Jean-Claude Juncker entre en fonction.
  - Le système de double majorité dans le processus décisionnel du Conseil de l'Union européenne entre en vigueur, disposition transitoire jusqu'en 2017.
  - Arrêt de l'opération Mare Nostrum et début de l'opération Triton.
- 5 novembre : formation du gouvernement Straujuma II en Lettonie.
- 7 novembre : en Bulgarie, le gouvernement de Boïko Borissov entre en fonction.
- 9 novembre : consultation en Catalogne sur l’avenir politique de la communauté autonome.
- 16 novembre : Klaus Iohannis est élu au second tour de l'élection présidentielle en Roumanie.
- 27 novembre : treize personnes sont reconnues coupables dans l'affaire des viols collectifs de Bristol au Royaume-Uni.
- 30 novembre : élections législatives en Moldavie, remportées par la coalition pro-européenne.

### Décembre
- 1er décembre : l'ancien premier ministre polonais Donald Tusk succède au belge Herman Van Rompuy comme président du Conseil européen.
- 2 décembre : en Ukraine, le gouvernement Iatseniouk II est approuvé par la Rada.
- 9 décembre : Isa Mustafa devient premier ministre du Kosovo .
- 14 décembre : formation du gouvernement Ponta IV en Roumanie.
- 17 décembre : premier tour de l'élection présidentielle en Grèce[12],[13].
- 21 décembre : Klaus Iohannis est investi 6e président de Roumanie, il succède à Traian Băsescu.
- 29 décembre : échec au 3e tour de l'élection présidentielle en Grèce.
- 27 décembre : Andreï Kobiakov  est nommé Premier ministre de Biélorussie.
- 28 décembre :
  - premier tour de l'élection présidentielle en Croatie ;
  - incendie du Norman Atlantic entre Patras et Ancône.